# Maasgouw

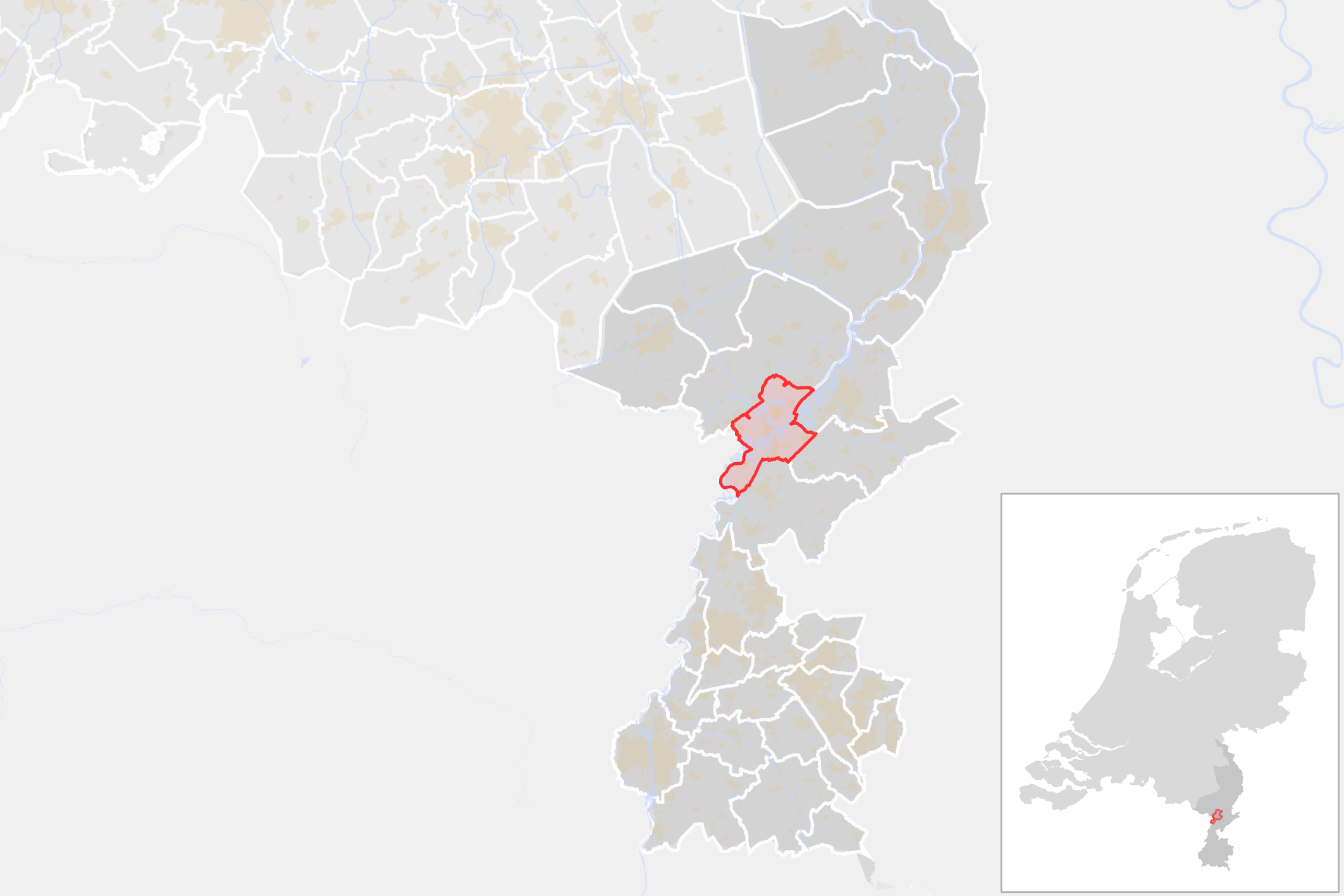
Lägeskarta

Maasgouw är en kommun i provinsen Limburg i Nederländerna. Kommunens totala area är 57,99 km² (där 12,16 km² är vatten) och invånarantalet är på 23 822 invånare (2017).